# 毎日パソコン入力コンクール
毎日パソコン入力コンクール（まいにちパソコンにゅうりょくコンクール）とは、毎日新聞社/一般社団法人 日本パソコン能力検定委員会が主催するタイピング資格試験。

## 概要
ホームページから、練習に便利な専用のソフトで行える。また課題文もダウンロードできる。どちらとも無料であるが、ソフトのダウンロードは、ホームページから、氏名とメールアドレスを入力する必要がある。

## 部門
|       | 部門                           | 内容                           | 課題                     | ランキング対象 |
| ----- | ------------------------------ | ------------------------------ | ------------------------ | -------------- |
| 第Ⅰ類 | 1                              | ホームポジション基礎           | キーボードの3段目        | 小学生以下     |
| 第Ⅰ類 | 1                              | ホームポジション応用           | キーボードの2・3・4段目  | 中学生以下     |
| 第Ⅰ類 | 2                              | ローマ字                       | 物の名前など             | 中学生以下     |
| 第Ⅰ類 | 3                              | 英文A                          | MainichiWeeklyなど       | 小・中学生     |
| 第Ⅰ類 | 4                              | 英文B                          | 第６部の課題の英訳       | 制限なし       |
| 第Ⅰ類 | 5                              | 和文A 小学生低・中学年         | ことわざ・慣用句など     | 小4以下        |
| 第Ⅰ類 | 5                              | 和文A 小学生高学年             | ことわざ・慣用句など     | 小学生以下     |
| 第Ⅰ類 | 5                              | 和文A 中学生                   | 中学校の国語教科書など   | 中学生以下     |
| 第Ⅰ類 | 6                              | 和文B 高校生                   | 毎日新聞の社説など       | 高校生以下     |
| 第Ⅰ類 | 6                              | 和文B 一般                     | 毎日新聞の社説など       | 制限なし       |
| 第Ⅰ類 | 6                              | 和文B シニア                   | 毎日新聞の社説など       | 55歳以上       |
| 第Ⅰ類 | 7                              | 数字・記号 小・中学生          | 半角数字と演算子         | 中学生以下     |
| 第Ⅰ類 | 7                              | 数字・記号 高校・一般          | 半角数字と演算子         | 制限なし       |
| 第Ⅱ類 | 基礎学力向上 英単語 小・中学生 | 基礎学力向上 英単語 小・中学生 | 小・中学生レベルの英単語 | 中学生以下     |
| 第Ⅱ類 | 基礎学力向上 英単語 高校生     | 基礎学力向上 英単語 高校生     | 高校生レベルの英単語     | 高校生以下     |
| 第Ⅱ類 | 基礎学力向上 漢字 小学生       | 基礎学力向上 漢字 小学生       | 小学校卒業レベルの漢字   | 小学生以下     |
| 第Ⅱ類 | 基礎学力向上 漢字 中・高校生   | 基礎学力向上 漢字 中・高校生   | 高等学校卒業レベルの漢字 | 高校生以下     |

## 大会
- 時期:6月・秋季・冬季
- 場所:検定会場か自宅

第Ⅰ類は、ダウンロードしたソフト上で課題文を1・5分で打ち、その結果をインターネットでサーバーに送信する。第1、2部は制限時間1分、他は制限時間5分である。
第Ⅱ類は、インターネット上でログインして競技に参加する。英単語は５分、漢字は、読みと意味があり、それぞれ３分ずつ。こちらは何度でも参加でき、一番高い得点が成績となる。
各部門上位者（6月・秋季）は全国大会出場となる。冬季大会では全国大会の出場権がない。

### 段位級
各部門ごとの得点に応じて、段位級を認定する。10級-Eから、十段まである（第Ⅱ類は、１級まで）。

## 参加費
- 個人参加:1部門2190円または2700円（部門による）
- 一般団体:1部門950円または1360円（部門による）
- 学校団体:1部門750円または1060円（部門による）
- 学校大口（50課題以上）:1課題につき180円～

認定証は、個人参加、一般団体、学校団体は参加費に入っているが、学校大口の場合は1枚1000円（税別）かかる。